# Globicornis corticalis
Globicornis corticalis là một loài bọ cánh cứng trong họ Dermestidae. Loài này được Eichhoff miêu tả khoa học năm 1863.